# Irving Kristol
Irving Kristol (n. 22 ianuarie 1920, New York City, New York, SUA – d. 18 septembrie 2009, Falls Church⁠(d), Virginia, SUA) a fost un jurnalist american considerat părintele curentului neoconservator. În calitate de fondator, editor și colaborator în cadrul a numeroase revista, a avut un rol important în cultura intelectuală și cea politică din ultima parte a secolului XX. După moartea sa, acesta a fost descris de The Daily Telegraph ca fiind „poate cel mai important intelectual public din a doua jumătate a secolului al XX-lea”.

## Biografie
Kristol s-a născut în Brooklyn, New York, fiul unor imigranți evrei din Europa de Est, Bessie (născută Mailman) și Joseph Kristol.
A absolvit liceul Boys din Brooklyn⁠(d), New York în 1936 și a obținut licența în istorie la City College din New York⁠(d) în 1940. Acesta a făcut parte dintr-un mic grup troțkist anti-sovietic care a devenit cunoscut în cele din urmă sub denumirea de The New York Intellectuals⁠(d). Kristol o întâlnește acolo pe Gertrude Himmelfarb⁠(d), iar cei doi se căsătoresc în 1942. Aceștia au avut împreună doi copii: Elizabeth Nelson și Bill Kristol⁠(d).
În timpul celui de-al Doilea Război Mondial, a activat în cadrul Diviziei 12 Blindate⁠(d) în Europa.

### Cariera
Kristol a fost afiliat cu Congresul pentru Libertate Culturală⁠(d). A redactat articole pentru revista Commentary din 1947 până în 1952 sub editorul Elliot E. Cohen⁠(d). Împreună cu Stephen Spender⁠(d), a fost co-fondator și colaborator al revistei Encounter⁠(d) - cu sediul în Marea Britanie - din 1953 până în 1958 și redactor al revistei The Reporter⁠(d) din 1959 până în 1960. De asemenea, a ocupat funcția de vicepreședintele executiv al editurii Basic Books⁠(d) din 1961 până în 1969, profesor Henry Luce de valori urbane în cadrul Universității din New York între 1969 și 1987, respectiv co-fondator și co-editor al The Public Interest⁠(d) din 1965 până în 2002. A fost fondatorul și editorul The National Interest din 1985 până în 2002. Ca urmare a publicării de către revista Ramparts⁠(d) a unor informații care dezvăluire că Agenția Centrale de Informații (CIA) a finanțat  Congresul pentru Libertate Culturală, Kristol a părăsit organizația la finalul anilor 1960 și a devenit afiliat al American Enterprise Institute⁠(d).
Kristol a fost membru al Academiei Americane de Arte și Științe⁠(d), membru al Consiliului pentru Relații Externe și membru emerit al American Enterprise Institute (fiind membru asociat din 1972, membru senior din 1977 și John M. Olin Distinguished Fellow din 1988 până în 1999). În calitate de membru al consiliului de colaborare al The Wall Street Journal, a contribuit la o rubrică lunară din 1972 până în 1997. A făcut parte din Consiliul pentru National Endowment for the Humanities din 1972 până în 1977.
În 1978, Kristol și William E. Simon⁠(d) au fondat Institutul pentru Afaceri Educaționale care, după fuziunea cu Centrul Madison, a devenit Centrul pentru Afaceri Educaționale Madison⁠(d) în 1990.

## Moartea
Kristol a încetat din viață ca urmare a unor complicații cauzate de cancerul pulmonar la vârsta de 89 de ani pe 18 septembrie 2009 la Capital Hospice din Falls Church, Virginia⁠(d).

### Cărți
- On the Democratic Idea in America. New York: Harper, 1972. ISBN 0060124679
- Two Cheers for Capitalism. 1978. ISBN 0465088031
- Reflections of a Neo-conservative: Looking Back, Looking Ahead. 1983. ISBN 0465068723
- Neo-conservatism: The Autobiography of an Idea. 1995. ISBN 0-02-874021-1
- The Neo-conservative Persuasion: Selected Essays, 1942-2009. New York: Basic Books, 2011. ISBN 0465022235
- On Jews and Judaism. Barnes & Noble, 2014.

### Articole
- “Other People's Nerve”, Enquiry, Mai 1943.
- “James Burnham's 'The Machiavellians'", Enquiry, iulie 1943. (o recenzie a lucrării The Machiavellians: Defenders of Freedom de James Burnham.)
- “Koestler: A Note on Confusion”, Politics, Mai 1944.
- “The Indefatigable Fabian”, New York Times Book Review, 24 august 1952. (o recenzie a lucrării lui Beatrice Webb - Diaries: 1912–1924, editată de Margaret I. Cole.)
- "Men and Ideas: Niccolo Machiavelli", Encounter, Decembrie1954.
- "American Intellectuals and Foreign Policy", Foreign Affairs, iulie 1967 (rep. in On the Democratic Idea in America).
- "Memoirs of a Cold Warrior", New York Times Magazine, 11 februarie 1968 (rep. in Reflections of a Neo-conservative).
- "When Virtue Loses All Her Loveliness", The Public Interest, toamna anului 1970 (rep. in On the Democratic Idea in America and Two Cheers for Capitalism).
- "Pornography, Obscenity, and Censorship", New York Times Magazine, 28 martie 1971 (rep. in On the Democratic Idea in America and Reflections of a Neo-conservative).
- "Utopianism, Ancient and Modern", Imprimus, Aprilie 1973 (rep. in Two Cheers for Capitalism).
- "Adam Smith and the Spirit of Capitalism", The Great Ideas Today, ed. Robert Hutchins and Mortimer Adler, 1976 (rep. in Reflections of a Neo-conservative).
- "Memoirs of a Trotskyist", New York Times Magazine, 23 ianuarie 1977 (rep. in Reflections of a Neo-conservative).
- "The Adversary Culture of Intellectuals", Encounter, Octobrie 1979 (rep. in Reflections of a Neo-conservative).
- "The Hidden Cost of Regulation", The Wall Street Journal.